# Dorika zavattarii
Dorika zavattarii är en fjärilsart som beskrevs av Emilio Berio 1944. Dorika zavattarii ingår i släktet Dorika och familjen nattflyn. Inga underarter finns listade i Catalogue of Life.